# Berndt Katter
Berndt Katter   (Espoo, 15 d'octubre de 1932 - Turku, 20 de juliol de 2014) fou un esportista finlandès que va competir durant les dècades de 1950 i 1960. Destacà en el pentatló modern, esgrima i waterpolo.
El 1956 va prendre part en els Jocs Olímpics d'Estiu de Melbourne, on disputà dues proves del programa de pentatló modern. En la competició per equips, junt a Olavi Mannonen i Wäinö Korhonen, guanyà la medalla de bronze, mentre en la prova individual fou setzè. Quatre anys més tard, als Jocs de Roma, tornà a disputar dues proves del programa de pentatló modern. Fou quart en la competició per equips i dotzè en la prova individual.
En el seu palmarès també destaca una medalla de plata al Campionat del món de pentatló modern. No guanyà cap campionat nacional en el pentatló modern, però si una lliga finlandesa de waterpolo.